# Калнин, Оскар Юльевич
О́скар Ю́льевич Ка́лнин (настоящая фамилия Ка́лниньш, латыш. Kalniņš; 29 марта [10 апреля] 1895, Огер, Лифляндская губерния, Российская империя — 20 ноября 1920, Крышичи) — военачальник РККА, участник Гражданской войны, кавалер двух орденов Красного Знамени.

## Биография
Оскар Калниньш родился 29 марта (10 апреля) 1895 года в городе Огре Лифляндской губернии (ныне — Латвия). По национальности латыш. Член РСДРП(б) с 1911 года, носил партийный псевдоним «Угис», в тот же период стал более известен под фамилией Калнин. Принимал активное участие в революционном движении на территории Российской империи, в том числе в Латвии. В 1915 году Калнин был призван на службу в царскую армию и был направлен на учёбу в Саратовскую школу прапорщиков. В 1916 году подвергся аресту по обвинению в революционной пропаганде. Сумел бежать из тюрьмы.
После Февральской революции стал одним из организаторов и руководителей Красной гвардии в Москве. Принимал активное участие в Октябрьском вооружённом восстании. Входил в Рогожско-Симоновский районный совет Москвы, военный революционный комитет того же района, одновременно возглавлял милицию в Рогожско-Симоновском районе. С июня 1918 года Калнин занимал должность военного комиссара Рогожско-Симоновского района, одновременно стал членом Революционного военного совета 1-й армии Восточного фронта.
С июля 1919 года был членом Революционного военного совета армии Советской Латвии, с сентября 1919 года — комиссаром 11-й стрелковой дивизии. В 1920 году Калнин был откомандирован в распоряжение начальника штаба Западного фронта. С июля 1920 года он командовал 143-й бригадой 48-й стрелковой дивизии.
20 ноября 1920 года Оскар Юльевич Калнин погиб в бою с войсками Станислава Булак-Балаховича в районе деревни Крышичи (ныне — Калинковичский район Гомельской области Белоруссии). Похоронен 17 декабря на Московском городском Братском кладбище.

## Награды
Был награждён двумя орденами Красного Знамени, причём вторым посмертно (Приказ Революционного военного совета Республики № 201 от 12 июня 1921 года). Стал тридцать третьим по счёту награждённым вторым орденом Красного Знамени в РСФСР.

## Память

Мемориальная доска Калнину О. Ю. (Ульяновск).

- Мемориальная доска Калнину О. Ю. (Ульяновск).Одна из улиц на Нижней Террасе Заволжского района Ульяновска названа его именем.
- На улице носящей его имя установлена мемориальная доска.